# Iglesia de San Lorenzo (Zorita del Páramo)
La iglesia de San Lorenzo de Zorita del Páramo  es un templo de origen románico situado en la localidad palentina de Zorita del Páramo (Castilla y León, España). Datable a finales del siglo XII, aunque con modificaciones en el siglo XVI, se trata de uno de los ejemplos más completos del Románico palentino. Bien de Interés Cultural (BIC), es Monumento Histórico-Artístico Nacional desde 1966.

## Descripción general
El edificio se halla exento con respecto al casco urbano, lo que facilita la asimilación de su estructura a pesar de que la fachada meridional se halla bastante oculta tras un porche añadido, con modificaciones de estilo plateresco. También es un añadido la sacristía al lado norte de la cabecera y la torre, en el tramo de los pies del templo. Ésta, de planta cuadrangular occidental y el coronamiento meridional del gran arco de medio punto abierto al pórtico, corresponden ya al siglo XVI. También, entre el brazo meridional del crucero y el tramo de acceso a la portada se alzó una capilla cubierta con crucería, cuya datación se corresponde con la propia portada, hacia inicios del XVI.
En cualquier caso, estas reformas no modificaron en nada sustancial el primitivo templo románico, que iniciado en torno a las dos décadas finales del siglo XII, no debió terminarse hasta bien entrado el siglo XIII, como demuestra su portada occidental y la factura de su desmantelado apostolado. La constatación de la cabecera y crucero descentrados en relación con la nave ratifica la existencia de dos fases constructivas bien diferenciadas durante la época medieval.
La fábrica alza en buena sillería arenisca con piezas de tamaño regular. En sus fases posmedievales el tono de la piedra adquiere una tonalidad más oscura que lo diferencia claramente de la dorada arenisca románica. Esta última presenta una deficiente conservación, más evidente en la zona superior del ábside, donde ha adquirido una textura pudingosa, de tono rojizo, aunque combinada con sillares de arenisca gris de mejor compactación. En la portada occidental se utilizó la característica arenisca local procedente de canteras cercanas. La torre-campanario, la zona occidental del pórtico y la caja extradosada del baptisterio se levantaron con mampostería y sillares angulares de refuerzo.

## Planta y exterior
A pesar de las añadidos posteriores, la planta original, con forma de cruz latina, se ha conservado de manera íntegra. El templo tiene orientación Este-Oeste, y es de una sola nave, compuesta por cuatro tramos separados por tres arcos fajones apuntados, al igual que su bóveda. Sobre el crucero se alza un cimborrio rectangular que contiene una cúpula de media esfera. Cuatro ventanales, uno por lienzo, vierten luz al interior. El eje Norte-Sur, viene señalado por los dos brazos del crucero, que forman un corto transepto, no sobresaliente en altura. Sus brazos se rematan a piñón.

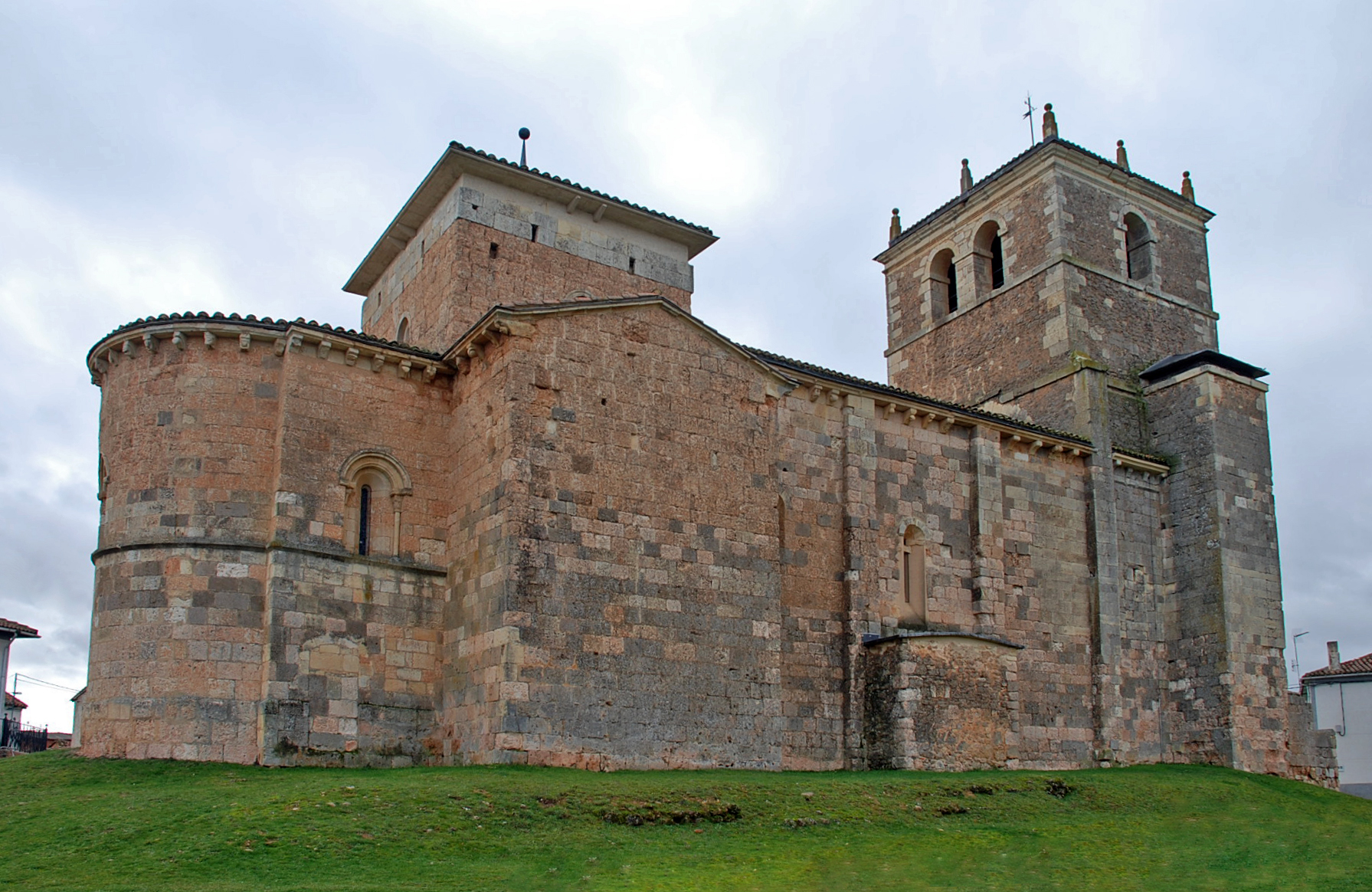
El ábside desde el lado norte.

### Ábside
La cabecera está cerrada por un alto cilindro absidal y presbiterio, el cual se aprecia desde el exterior. El tambor arranca de un basamento inferior constituido por una hilada doble de sillares sobresalientes. A continuación, se divide en dos mitades por medio de imposta biselada que continúa por el presbiterio. Sobre la imposta, presenta tres vanos de medio punto. La ventana del lado de la epístola posee moldura de bolas en los cimacios y capiteles más sencillos que los de los vanos contiguos, con chambrana dentada.
En las cestas de la ventana absidal se aprecia la huella de los acantos helicoidales tan comunes a los del Monasterio de Santa María la Real. Su guardapolvos aparece decorado con sogueado. Posee doble arquivolta con baquetones y escocias y un recortado tímpano interior que respeta el abocinamiento, decorado con motivos vegetales de gran tosquedad. La tercera de las ventanas es de decoración mucho más simple. Bajo el alero del cilindro absidal, una colección de 16 canecillos. El ábside se cubre con bóveda de horno y el tramo presbiteral con cañón apuntado, utilizado también en la nave, reforzada mediante arcos perpiaños. En la parte Norte del ábside se observan dos pequeñas puertas tapiadas que salen desde cada una de los arcos polilobulados del presbiterio. Una de ella con dintel cuadrado de tres sillares, y la otra, más pequeña, con arco escarzano.

### Canecillos
Bajo el alero del cilindro absidal, presbiterio y lado oriental de los brazos del crucero, hay canecillos decorados con motivos diversos. Esta serie de canecillos, ponen en evidencia algunas de las corrientes escultóricas más destacadas de fines del siglo XII. Se aprecian dieciséis piezas en el hemiciclo absidal; entre los más interesantes destacan algunos canecillos figurados con sodomitas y un guerrero con escudo circular calado luchando contra un descabezado dragón. En el resto del templo, en el lado meridional apreciamos quince canes de nacela (cuatro de ellos sin función estructural debido a que las obras en la torre alteraron las cornisas primitivas). En el muro septentrional aparecen otras veintidós piezas más, combinando asuntos figurados (entre ellos una liebre) y motivos vegetales.

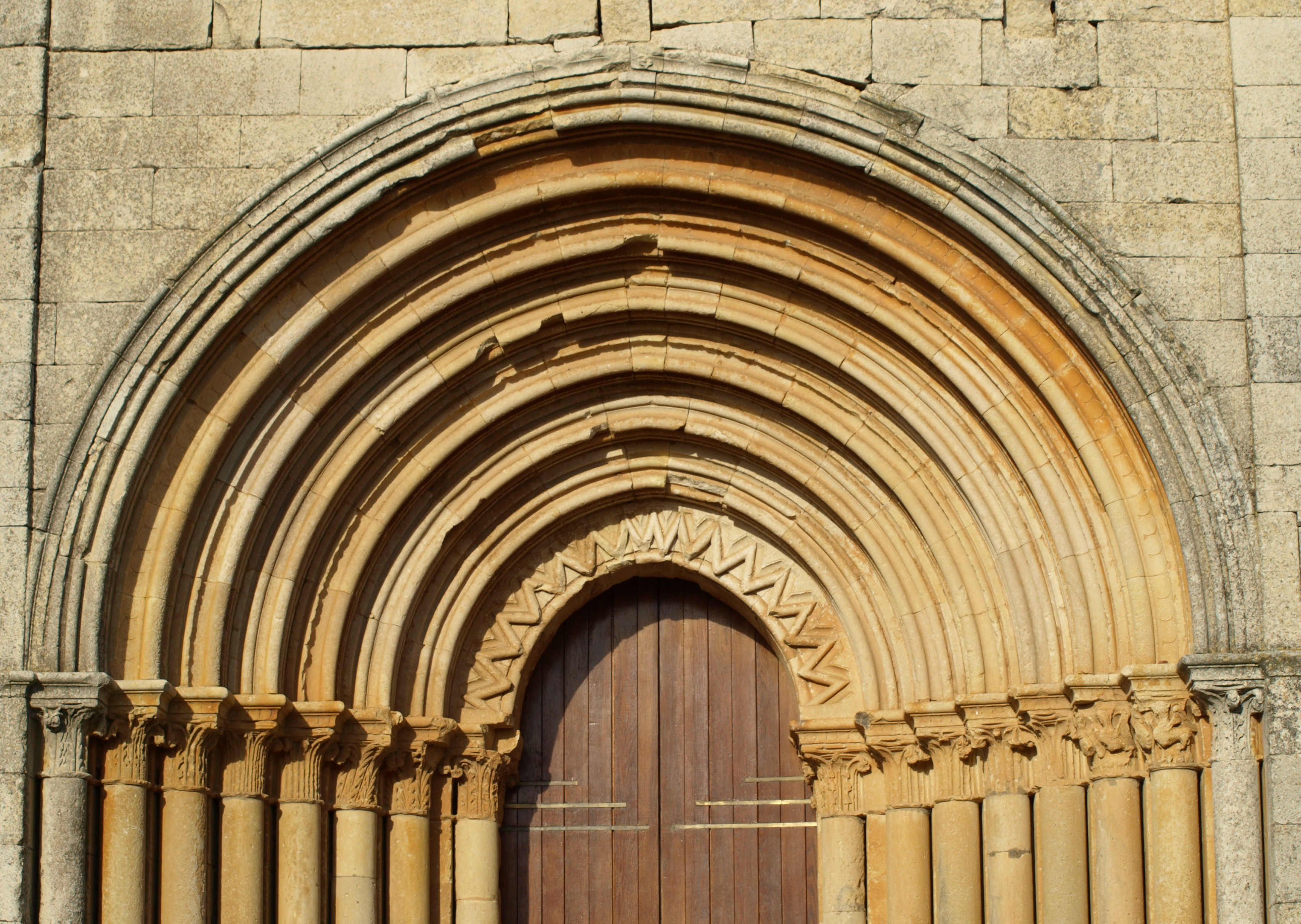
Portada occidental.

### Portadas
La portada principal se abre en el lado meridional, añadida a principios de siglo XVI, de estilo plateresco, decorada con temas de candelieri, grutescos y tondi que encierran retratos de perfil, y coronada por un tímpano que representa el amortajamiento de Cristo. Por encima del tímpano se reutilizaron las 12 figuras de un apostolado procedentes de la portada original románica, las cuales se mantienen en buen estado de conservación, reaprovechadas en las hornacinas renacentistas. Los enmarcamientos, sus peanas y doseletes en forma de venera y los coronamientos son platerescos, si bien no se despreciaron los fustes románicos que separaban a los apóstoles y que se superpusieron a pilastrillas modernas. Las bóvedas del pórtico, estrelladas, se apean sobre pilares de perfil tardogótico. En sus claves, están talladas las parrillas, atributo de san Lorenzo, y las llaves del apóstol Pedro.
Aún hay otra portada en el templo, de gran belleza. Se sitúa en el muro de poniente y está formada por guardapolvo y siete arquivoltas que combinan baquetones, escocias y una moldura interior zigzagueante. Las arquivoltas apoyan sobre impostas de ovas, capiteles vegetales y jambas acodilladas, dos en el lado derecho presentan arpías con capirotes y grifos afrontados. La última arquivolta luce semicírculos que nos remiten a la decoración de Monasterio de San Andrés de Arroyo. Los capiteles de esta portada lucen decoración vegetal y geométrica, andresina, a excepción del segundo desde el exterior por nuestra derecha, que reproduce una pareja de arpías tocadas con gorro al estilo muchas otras iglesias de la zona de La Ojeda-Boedo, especialmente en Santa Eufemia de Cozuelos.

## Interior

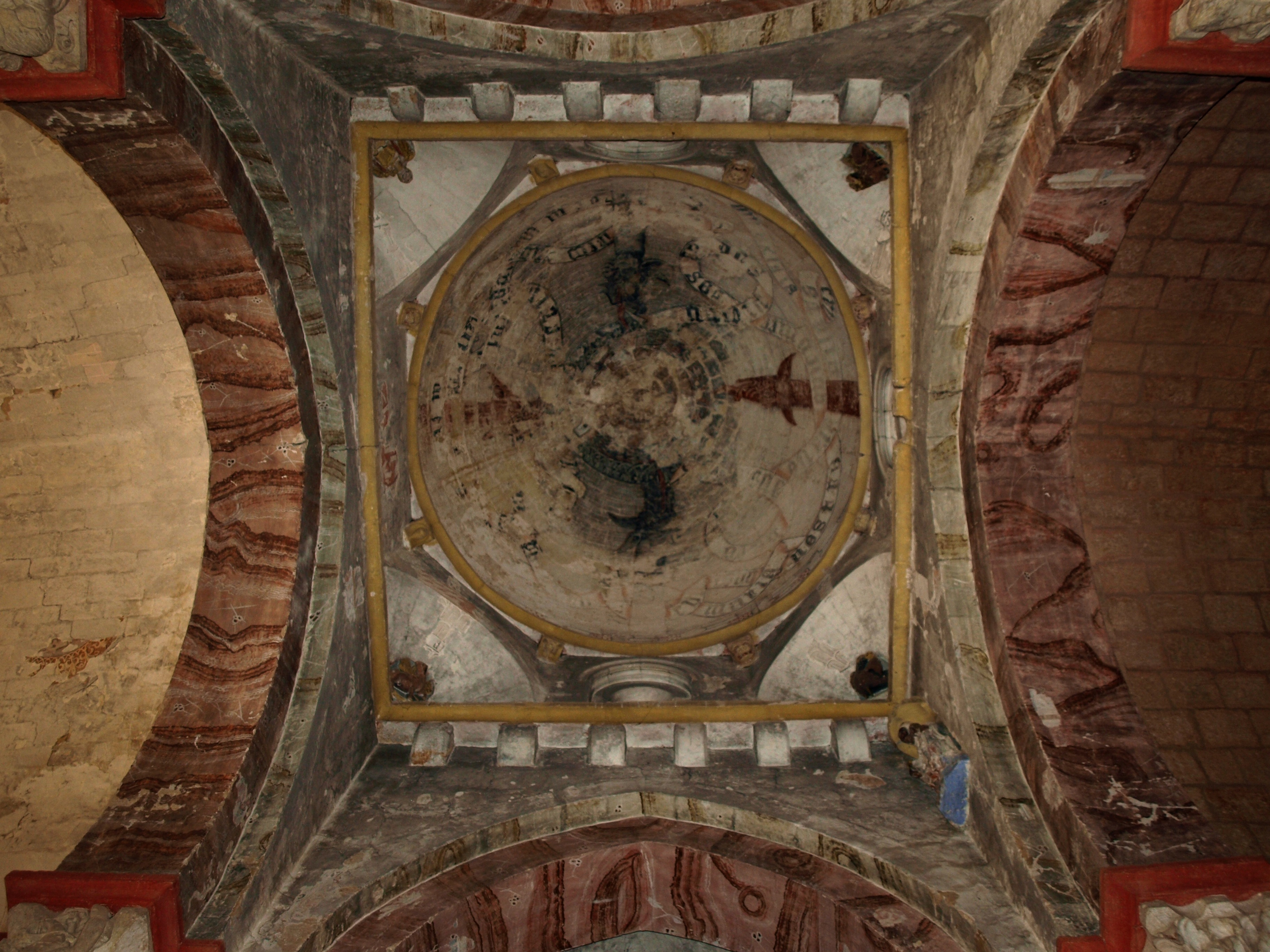
Cúpula sobre el crucero.

La única nave, dividida en cuatro tramos por medio de tres arcos fajones apuntados, destaca por su longitud y altura. Los arcos de separación se apean por medio de imposta biselada en pilastras adosadas al muro. La bóveda, al igual que ellos, es apuntada. A los pies, coro alto de madera.
La nave y el transepto están separados por medio de un diafragma cuya luz central se delimita por medio de un arco toral apuntado, simétrico del que forma la embocadura al presbiterio. En la superficie del diafragma descrito que mira a la nave quedan restos de pintura del XV en forma de dos grandes leones rampantes.
El arco triunfal es arco diafragma, al ser más bajo que la altura de la nave, y es apuntado y doblado. En la parte alta del crucero, éste queda delimitado por cuatro arcos torales apuntados sobre imposta. Sobre los arcos, los ventanales del cimborrio vistos al exterior y en los ángulos trompas ornamentadas que forman un octógono interior sobre la que descansa la bóveda de media esfera. La cúpula no constituye un cuadrángulo regular sino un rectángulo cuyos lados cortos apoyan en una cornisa sostenida por canes.

### Presbiterio
El presbiterio es amplio y se decora con dos arcos ciegos polilobulados a cada lado, al estilo de los de la ermita de Vallespinoso de Aguilar o la de Villanueva de Pisuerga (trasladada al parque "El Salón" de Palencia). La arquería se alza sobre un zócalo que la sirve de basamento. Por encima de las arcadas corre una moldura de cuatripétalas inscritas en el interior de círculos, que se prolonga por todo el hemiciclo absidal. Una chambrana con decoración de entrelazo perfila los arcos, en las enjutas aparecen máscaras. Sus capiteles vegetales, dos dobles en el centro de los paños y cuatro angulares, se ornan con motivos de acantos trepanados, acantos helicoidales, bayas angulares, entrelazos y cintas serpenteantes perladas, así como leones alados afrontados por sus pechos que ostentan rostros caninos y quedan enredados por un cordón.

### Transepto
Los brazos del crucero, de poca profundidad, están cubiertos por bóvedas de medio cañón apuntado de eje perpendicular al de la nave. El meridional posee un sencillo ventanal. El cilindro absidal posee dos impostas biseladas en el interior, una en la unión con la bóveda de cuarto de esfera y otra bajo el ventanal que lo centra. Ambas se continúan por el presbiterio.

### Pila bautismal

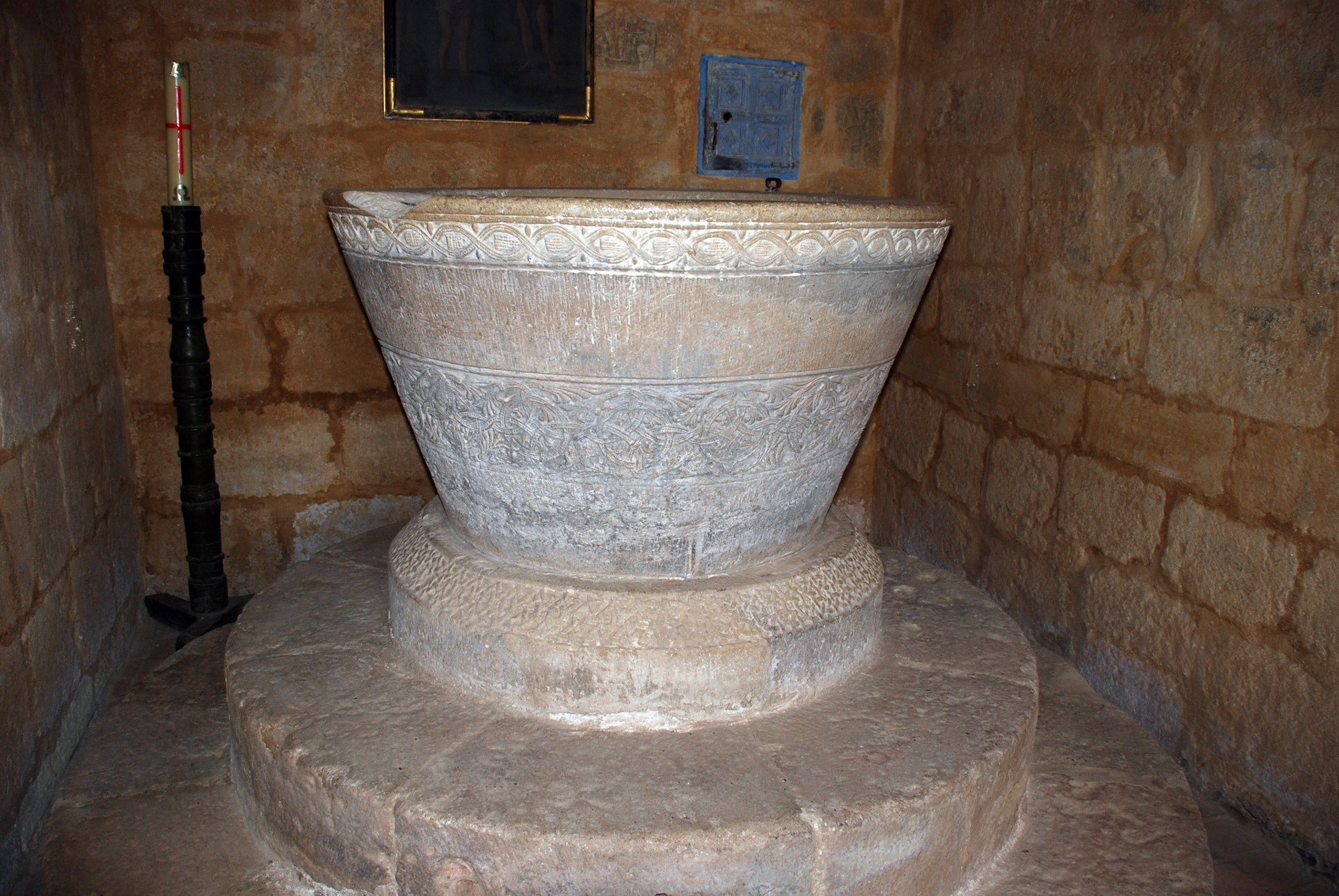
Pila bautismal en la iglesia de San Lorenzo (Zorita del Páramo).

La riqueza decorativa de las pilas bautismales de la provincia palentina es notable (Renedo de Valdavia, Calahorra de Boedo). En este templo, existe uno de los ejemplares más elegantes. De diseño troncocónico, se eleva sobre base cilíndrica con su arista superior biselada y decorada con motivos geométricos con delicados entrelazos entre vástagos serpenteantes de sabor islamizante. La copa de la pila luce otras dos cenefas decoradas. Una más sencilla cerca del borde y otra hacia la mitad de la misma, más ancha y formada a base de complicada trama de volutas vegetales entretejidas componiendo círculos. 
En la entrada, una pila de agua bendita renacentista con jarrón alegórico.

### Pinturas murales
Además de los leones rampantes en el muro de corte del transepto con la nave principal, también se conservan en los muros del templo restos de pintura de finales del siglo XV, de la escuela burgalesa, a decir de Enríquez de Salamanca; siendo los mejor conservados los del cascarón del ábside, realizados al temple, que representan un Pantocrátor rodeado de cuatro grandes Tetramorfos. También se conservan restos pictóricos en la bóveda del crucero.

### Capiteles interiores
Los capiteles de los arcos torales son de decoración vegetal, mostrando rústicas series de acantos, a excepción de los de los del arco diafragma que son historiados y un combate entre un guerrero y un grifo, el jinete a caballo va armado con escudo de montar reforzado, casco, cota de mallas y lanza, y frente a él, la escena de Daniel entre los leones. En el vértice de las trompas del crucero, existen esculturas del Tetramorfos. Bajo la trompa del lado noreste (la del lado de San Lucas), hay una talla de piedra en bulto redondo con la Virgen sedente y el Niño, que porta un libro sobre la rodilla izquierda. Se trata de una pieza labrada en piedra policromada de inicios del siglo XIII, de bonita hechura e inusual por en esta situación. En los ángulos del octógono interior de la linterna, sobre los vértices de las trompas distinguimos una serie de figuras: máscaras humanas con tocados y rasgos grotescos, una especie de león, un cerdo, una piña…
Una ventana de medio punto se aprecia en el interior del lado norte (segundo tramo de la nave), es de traza polilobulada, acoge motivos vegetales entre cada arquillo, y aparece enmarcada por una chambrana abilletada. Sus capiteles representan a Sansón desquijando al león y doble nivel de acantos con acanaladuras. Modernas capas de cal perjudican la contemplación de sus cestas. La factura de este capitel sugiere la intervención de un taller local.

## Horario de visitas
Las llaves están disponibles para el visitante que lo precise.